# 都城县
都城县，中国古县名。
南朝宋置都城县，治所在今广东省郁南县都城镇。属广州晋康郡。南齐、南梁、南陈沿置。隋灭陈，废除晋康郡，都城县直属广州。隋炀帝大业二年（606年），都城县改属封州。次年，封州改为苍梧郡。唐高祖武德元年（618年），改属梧州。武德四年（621年）属封州。武德五年（622年），改属南康州。武德九年（626年）属封州。唐太宗贞观元年（627年），改属南康州。贞观十一年（637年）属封州。贞观十二年（638年），改属康州。天宝、至德时，康州一度改为晋康郡。五代十国时，都城县属于南汉的康州。北宋开宝五年（972年）废都城县。